# مجتمع کوره‌های آجرپزی (مرند)
مجتمع کوره های اجرپزی (مرند)، روستایی از توابع بخش مرکزی شهرستان مرند در استان آذربایجان شرقی ایران است.

## جمعیت
این روستا در دهستان دولت‌آباد قرار دارد و براساس سرشماری مرکز آمار ایران در سال ۱۳۸۵، جمعیت آن ۲۸۵ نفر (۷۱خانوار) بوده‌است.